# Black Sails at Midnight
Black Sails At Midnight (англ. Черные Паруса В Полночь) — второй полноформатный альбом шотландской фолк/пауэр-метал-группы Alestorm. Лирика альбома посвящена легендам и реальным историям из жизни морских разбойников Карибского бассейна второй половины XVII века.
Композиция «Wolves Of The Sea» (с англ. — «морские волки») является кавером на песню латвийской группы Pirates Of The Sea, выступившей с этой песней на конкурсе «Евровидение» в 2008 году. Латвия тогда набрала 83 итоговых балла (11 место).

## Состав группы
- Кристофер Боус (Christopher Bowes) — вокал, клавишные;
- Дэни Эванс (Dani Evans) — гитара, бас-гитара;
- Гарет Мёрдок (Gareth «Gazz» Murdock) — бас-гитара;
- Йен Уилсон (Ian Wilson) — ударные.

## Список композиций
1. The Quest — 04:56
2. Leviathan — 05:55
3. That Famous Old Spiced — 04:45
4. Keelhauled — 03:42
5. To The End Of Our Days — 06:22
6. Black Sails At Midnight — 03:30
7. No Quarter — 03:02
8. Pirate Song — 04:02
9. Chronicles Of Vengeance — 06:24
10. Wolves Of The Sea (Pirates Of The Sea cover) — 03:33

## Мини-альбомы
- 2008 — Leviathan
- 2009 — Black Sails At Midnight